# Compagnia Italiana Grandi Alberghi
La Compagnia Italiana Grandi Alberghi (C.I.G.A.) fu una società per azioni fondata a Venezia nel 1906.
Fu uno dei maggiori gruppi mondiali operanti nel settore alberghiero di alto livello e del turismo ricettivo di lusso. 
Tra i fondatori ci furono varie personalità dell'industria e della finanza veneta, tra i quali il conte Giuseppe Volpi di Misurata e Vittorio Cini, entrambi molto legati alla storia di questo marchio alberghiero.

## Storia
La Compagnia italiana grandi alberghi, conosciuta poi più comunemente con la sigla CIGA, fu fondata il 27 marzo 1906 a Venezia, con un capitale iniziale di quattro milioni e mezzo, suddiviso in 36.000 azioni da 125 lire ciascuna, grazie ad un grosso impegno finanziario da parte del direttore della filiale di Venezia della Banca Commerciale Italiana, Giuseppe Toeplitz.

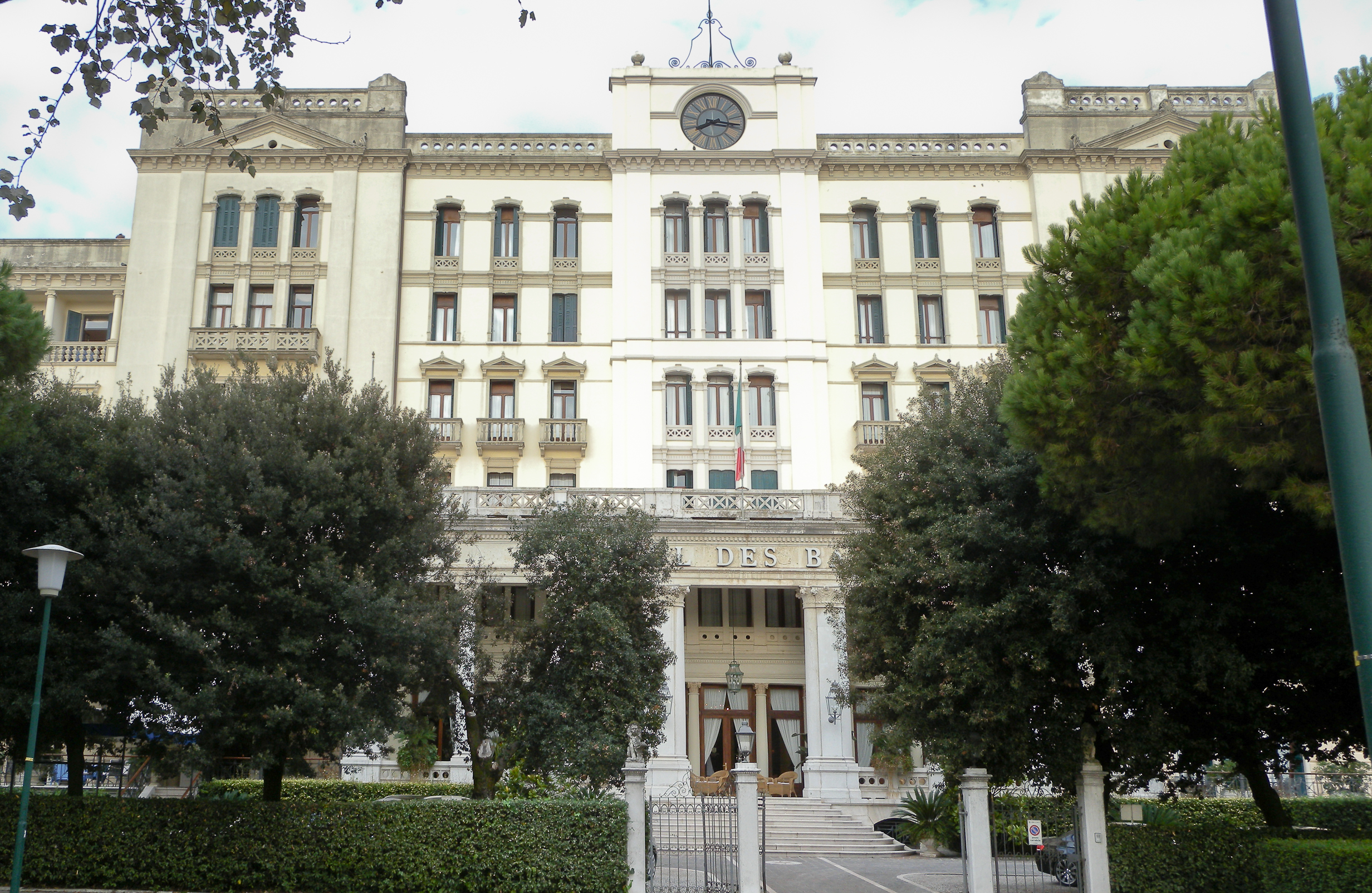
Hotel des Bains, Lido di Venezia

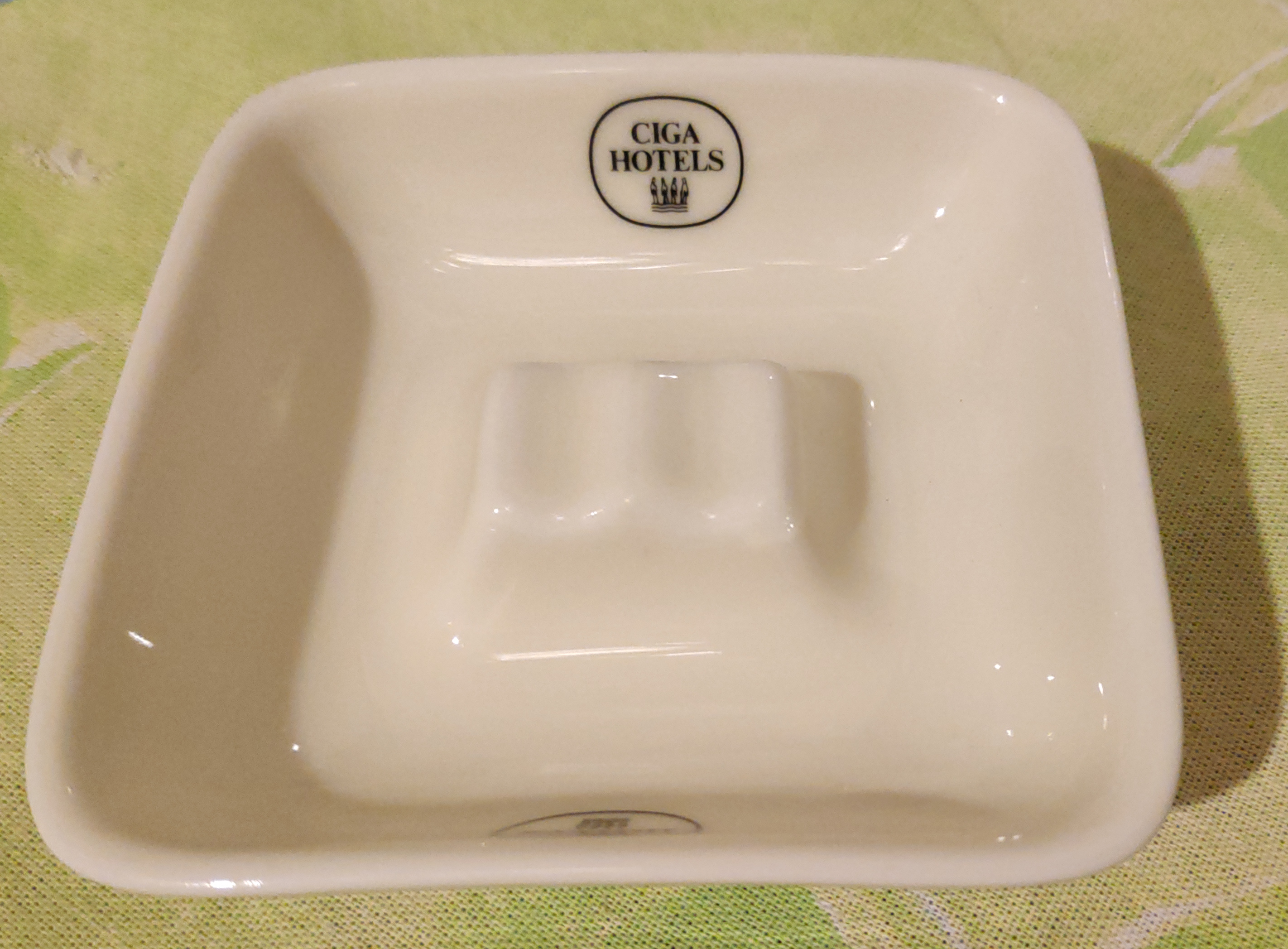
Posacenere CIGA Hotels prodotto dalla Fabbrica di Porcellane Schönwald

La Ciga rilevò la Venice Hotels Limited in liquidazione, che era stata fra l'altro proprietaria del rinomato Hotel Danieli, riunendo sotto di sé anche il Consorzio alberghi Lido e  la Società bagni Lido, che disponevano del grande albergo "Dei Bagni", più conosciuto come Hotel des Bains, e il "Quattro fontane", che poi diventerà Excelsior.
Fu proprio il prestigio dell'hotel Excelsior della Ciga a trasformare la spiaggia del Lido di Venezia, amata a suo tempo da lord Byron e da Nietzche, in una delle più eleganti e ricercate spiagge d'Europa.
Nel 1911 venne organizzato il primo volo di un aeroplano su Venezia, pilotato dal campione automobilistico Umberto Cagno, quale iniziativa pubblicitaria della Compagnia per attirare e divertire la ricca clientela. Dopo quella prima esperienza, le esibizioni aeronautiche continuarono e, nella primavera del 1914, una pubblicità dell'Hotel Excelsior avvertiva i futuri clienti che ci sarebbero stati a disposizione due idrovolanti, per il loro divertimento.
La stessa società creò e mantenne in esercizio una rete tranviaria al Lido di Venezia, dal 1907 al 1940.
Negli anni Venti del Novecento furono ampliati gli interessi fuori da Venezia e acquisiti gli hotel Excelsior di Roma e Napoli, il Grand Hotel di Roma e  quello di Stresa; poi negli anni Trenta avvenne l'acquisizione del Principe di Savoia a Milano. Nel secondo dopoguerra, nel 1947 venne reso indipendente l'Hotel Gritti di Venezia e negli anni Cinquanta fu comprato l'Excelsior a Firenze.
Nel 1977 il capitale sociale ammontava a 14 miliardi di lire e la Ciga poté continuare una forte politica di investimenti, acquisendo il Cavalieri di Pisa, il Cipriani di Asolo, e l'anno dopo il Cristallo di Cortina, il Park Hotel di Siena e il Duca d'Aosta di Trieste.
Nel 1979, al massimo dello splendore, venne dato ai celebri designer Massimo e Lella Vignelli l’incarico della progettazione del nuovo logo e di un nuovo servizio da tavola.
Nel 1985 il controllo della società Ciga Hotels s.p.a. passò dalle mani del finanziere Orazio Bagnasco, per entrare nel portafoglio dell'Aga Khān Karim.
Nel 1992 proseguì l'acquisizione di altre strutture alberghiere a Venezia e in Costa Smeralda da parte della compagnia, ormai rinominata CIGA Hotels, ma ben presto nel 1993 il gruppo andò incontro ad una crisi finanziaria, motivo per il quale viene avviata una ristrutturazione societaria, affidata a Mediobanca.
Nel 1995 gli alberghi della catena vengono rilevati dal gruppo alberghiero statunitense Sheraton.